# Edwin Noël
Edwin Noël-Baumeister (Rimpar, 11 luglio 1944 – Monaco di Baviera, 27 giugno 2004) è stato un attore tedesco, che fu attivo prevalentemente in campo televisivo e teatrale. Fu anche regista teatrale.

## Biografia
Sul piccolo schermo, partecipò ad una quarantina di differenti produzioni, a partire dalla metà degli anni sessanta, lavorando in vari film per la televisione.  Tra i suoi ruoli principali, figura quello di Klaus Nicholaison nella serie televisiva Blankenese (1994); era inoltre un volto noto al pubblico per essere apparso come guest-star in vari episodi di serie televisive quali L'ispettore Derrick, Il commissario Köster/Il commissario Kress (Der Alte) e Un caso per due.
Nel pomeriggio di domenica 27 giugno 2004, a due settimane dal suo 60º compleanno, Edwin Noël si toglie la vita, sparandosi un colpo di pistola nella sua casa di Monaco. Il corpo senza vita dell'attore viene rinvenuto riverso nel proprio letto intorno alle 16.45 dalla polizia, allertata dai vicini che avevano udito uno sparo.
Era il padre delle attrici Muriel Baumeister e Peri Baumeister.

## Filmografia

### Cinema
- Il caso difficile del commissario Maigret (Maigret und sein grösster Fall), regia di Alfred Weidenmann (1966)
- Morenga (1985)
- Tiger, Löwe, Panther (1989)

### Televisione
- Die fünfte Kolonne - serie TV, 1 episodio (1965)
- Das Haus der sieben Balkone - film TV (1965)
- Neapolitanische Hochzeit - film TV (1967) - Umberto
- Josephine - film TV (1967) - Eugène Beauharnais
- Der Trinker - film TV (1967)
- Kurzer Prozeß - film TV (1969)
- Gestrickte Spuren - film TV (1971)
- Mandala - film TV (1972)
- Hochzeit - film TV (1972)
- Oscar Wilde - film TV (1972) - Lord Alfred Douglas
- Ein unheimlich starker Abgang - film TV (1973)
- Die preußische Heirat - film TV (1974) - principe ereditario
- Tatort - serie TV, 4 episodi (1974-1991)  - ruoli vari
- Eine schlimme oder eine gute Zeit - film TV (1976)
- Il commissario Köster/Il commissario Kress (Der Alte) - serie TV, 7 episodi (1978-1996) - ruoli vari
- Die Buddenbrooks - miniserie TV (1979)
- Sierra Madre - film TV (1980)
- Schlaflose Tage - film TV (1982)
- L'ispettore Derrick - serie TV, ep. 10x04, regia di Helmuth Ashley (1983) - Walter Lenau
- Krimistunde - serie TV, 1 episodio (1983)
- Hanna von acht bis acht - film TV (1983)
- Die Schöffin - serie TV (1984)
- L'ispettore Derrick - serie TV, ep. 11x07, regia di Theodor Grädler (1984) - Sig. Muschmann
- L'ispettore Derrick - serie TV, ep. |11x10, regia di Theodor Grädler (1984) - Manfred Richter
- Un caso per due - serie TV, 7 episodi (1984-2000)  - ruoli vari
- L'ispettore Derrick - serie TV, ep. 13x11, regia di Alfred Weidenmann (1986) - Helmut Bossner
- Schlüsselblumen - film TV (1987)
- L'ispettore Derrick - serie TV, ep. 15x04, regia di Alfred Weidenmann (1988) - Rust
- Heimatmuseum - miniserie TV (1988)
- Die Männer vom K3 - serie TV, 2 episodi (1989-1992) - ruoli vari
- L'ispettore Derrick - serie TV, ep. 18x01, regia di Alfred Weidenmann (1991) - Alfred Steiner
- L'ispettore Derrick - serie TV, ep.|18x06, regia di Zbyněk Brynych (1991) - Kurt Kubian
- Faber l'investigatore - serie TV, 1 episodio (1992)
- L'ispettore Derrick - serie TV, ep. 21x04, regia di Zbyněk Brynych (1994) - Erich Buschler
- Blankenese - serie TV, 26 episodi (1994) - Klaus Nicholaison
- L'ispettore Derrick - serie TV, ep. 21x10, regia di Helmuth Ashley (1994) - Borchert
- L'ispettore Derrick - serie TV, ep. 22x03, regia di Alfred Weidenmann (1995) - Arno Braun
- Peter Strohm - serie TV, 1 episodio (1995)
- Faust - serie TV, 1 episodio (1996)
- Große Freiheit - serie TV, 9 episodi (1996-1997) - Dott. Frank Feier
- 14º Distretto - serie TV, 1 episodio (1997)
- Zugriff - serie TV, 3 episodi (1998) - Dott. Oberländer
- Wolff - Un poliziotto a Berlino - serie TV, 1 episodio (1998)
- Einsatz Hamburg Süd - serie TV, 1 episodio (1998)
- Der Bulle von Tölz - serie TV, 1 episodio (1999)
- Lady Cop - serie TV, 1 episodio (2000)
- Polizeiruf 110 - serie TV, 1 episodio (2002)
- Un dottore tra le nuvole - serie TV, 1 episodio (2005)